# Colo Tavernier
Colo Tavernier, gebürtig Claudine Elizabeth Micheline Francisca de Paulo O‘Hagan (* 30. Juli 1942 in Guildford, Großbritannien; † 12. Juni 2020 in Paris, Frankreich), war eine britisch-französische Drehbuchautorin, deren Arbeiten eng mit denen ihres Gatten Bertrand Tavernier verbunden waren.

## Leben und Wirken
Die aus Großbritannien stammende Autorin besaß irische und französisch-spanische Wurzeln. Im Alter von 21 Jahren verließ sie ihre britische Heimat und ging nach Frankreich, mit der ursprünglichen Absicht, für die UNESCO zu arbeiten. In Paris lernte Claudine O’Hanlan in Filmkreisen den angehenden Filmregisseur Bertrand Tavernier kennen. Beide heirateten am 16. Februar 1965. Aus Abscheu über ihren eigentlichen Vornamen Claudine nannte sie sich fortan Colo. Ohne Namensnennung beteiligte sich Colo Tavernier fortan an dem einen oder anderen Filmprojekt ihres Gatten, etwa beim Kostümentwurf zu Verwöhnte Kinder (1976).
Colo Tavernier hatte sich schon daheim in England als Autorin betätigt, etwa mit Kurzgeschichten und Gedichten sowohl in Englisch als auch in Französisch – zwei Sprachen, die sie perfekt beherrschte. 1980 begann sie als Drehbuchautorin, anfänglich nur für die Filme ihres Mannes. Auch als es im Jahr darauf zur Trennung von Bertrand kam, arbeitete das Gespann weiterhin zusammen. Sie kollaborierte aber auch mit anderen bedeutenden Regisseuren, darunter Claude Chabrol, Caroline Huppert, Pierre Granier-Deferre und die Deutsche Helma Sanders-Brahms. Ihr Manuskript zu Bertrand Taverniers Inszenierung Ein Sonntag auf dem Lande brachte Colo Tavernier 1985 den französischen Filmpreis César ein, der von Colo geschriebene Tavernier-Film Der Lockvogel erhielt 1995 auf der Berlinale den Goldenen Bären.
Mit ihrem Ex-Mann Bertrand hatte sie zwei Kinder, den Schauspieler Nils Tavernier (* 1965) und die Schriftstellerin Tiffany Tavernier (* 1967). Colo Tavernier starb 2020 an einer Krebserkrankung, die erst kurz vor ihrem Tod diagnostiziert wurde.

## Filmografie
- 1980: Ferien für eine Woche (Une semaine de vacances)
- 1983: Ein Sonntag auf dem Lande (Un dimanche à la campagne)
- 1987: Die Passion der Beatrice (La passion Béatrice)
- 1988: Eine Frauensache (Une affaire des femmes)
- 1989: Sommerkomödie (Comédie d’été)
- 1990: Daddy Nostalgie
- 1993: Un pull par dessus lautre (Fernsehfilm)
- 1994: Der Lockvogel (L’appât)
- 1995: Le Petit Garçon
- 1997: Un arbre dans la tête (Fernsehfilm)
- 2004: Une vie (Fernsehfilm)
- 2007: Les Jurés (TV-Mehrteiler)
- 2007: La maison Teller (Fernsehfilm)
- 2008: Geliebte Clara
- 2011: Joseph l'insoumis
- 2017: Paris la blanche